# Hederick
Hederick es un personaje de ficción en las novelas de Dragonlance ambientadas en el universo de juego de rol de Dungeons & Dragons.

## Historia
Hederick es el Sumo Teócrata de Solace al inicio de la Guerra de la Lanza.
- Datos: Q5893423